# هیزل کرست (ایلینوی)
هیزل کرست (به انگلیسی: Hazel Crest) یک روستا در ایالات متحده آمریکا است که در شهرستان کوک (ایلینوی) قرار دارد. هیزل کرست ۸٫۸۳ کیلومتر مربع مساحت و ۱۴٬۱۰۰ نفر جمعیت دارد.